# 会泽江西会馆
- 關於同名或相似建筑，請見「江西会馆”和“万寿宫」。

会泽江西会馆，也称万寿宫、江西庙，位于中国云南省曲靖市会泽县古城街道丰乐社区二道巷28号，是江西人于会泽建盖的办事机构，也是一处集儒、道、佛三教合一的宗教建筑。
历史上，会泽县所属的东川府地区富产铜矿，清朝时期采矿盛极一时，吸引了各地商贾云集。江西会馆（万寿宫）即由江西籍商人筹资兴建于康熙五十年（1711年），供奉江西人的保护神许旌阳真君。道光、咸丰、民国年间曾作修葺。整体占地面积7545.90平方千米，建筑面积2594.74平方米。坐南朝北，沿中轴线作纵深布局，为三进两跨院，建有门楼戏台、正殿、后殿。东侧为小花园，西侧是小戏台。门楼戏台为穿斗抬梁混合歇山顶一楼一底楼台式门楼建筑，面阔16米，进深6.5米，石基上立42根柱子，柱上架梁，三重前檐，五重后檐，前后檐42角，犹如群鹤凌空，飘逸壮观，为会泽清朝时建筑艺术的代表。正殿为“真君殿”，供奉许真君。后殿为观音殿。整个建筑格局又体现了儒家“天圆地方”的宇宙观。
万寿宫在1987年被公布为云南省级文物保护单位。2006年江西会馆作为会泽会馆的一部分被列为第六批全国重点文物保护单位。